# Quintus Curtius Rufus

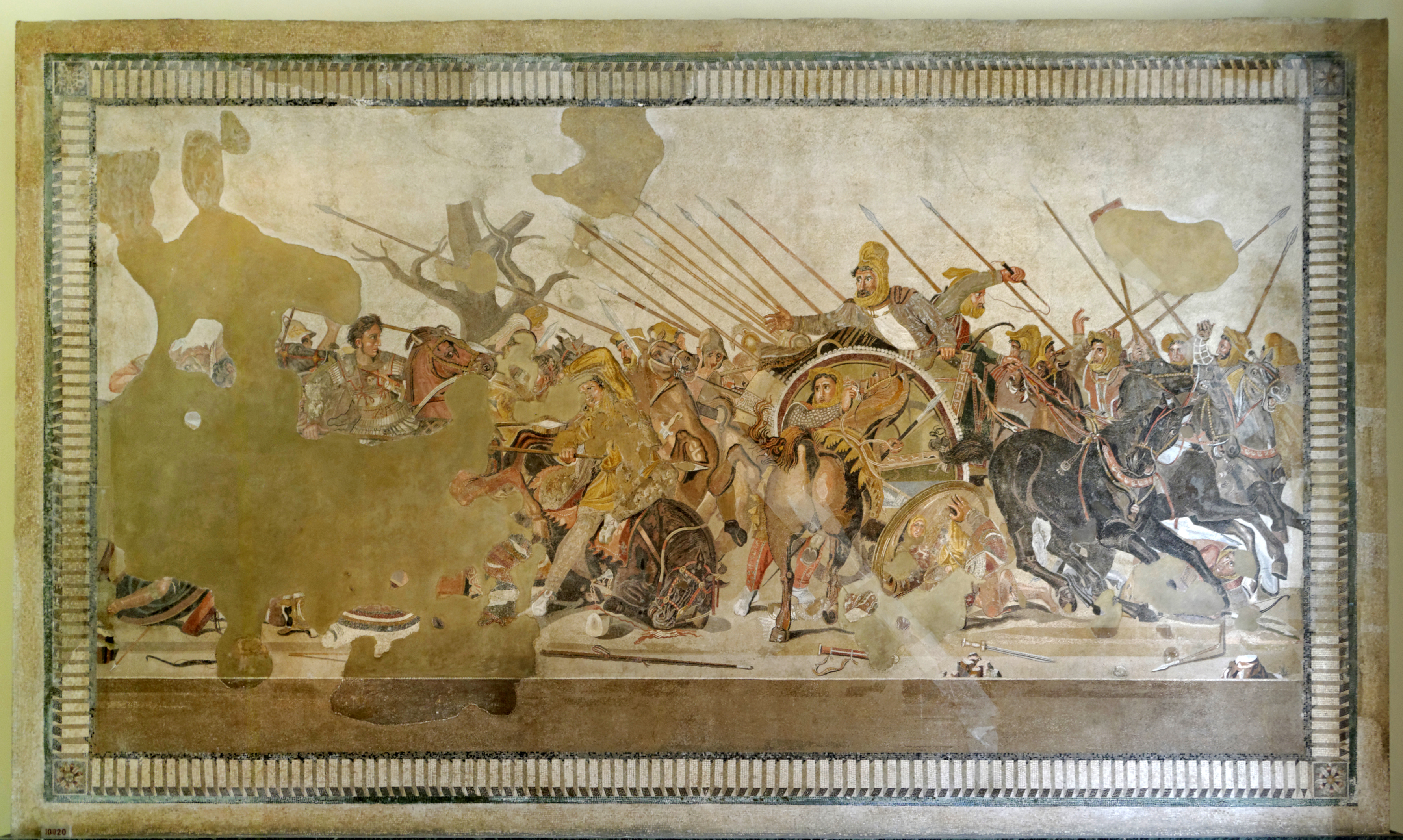
Freska Alexandra Velikého během bitvy u Issey z Pompejí

Quintus Curtius Rufus byl římský spisovatel a historik, autor zábavného historického románu Historiae Alexandri Magni (Dějiny Alexandra Velikého), který pojednává o dobrodružstvích Alexandra Makedonského během jeho výprav v Orientu.
Curtius Rufus zůstává spornou historickou osobou, o jejímž životě nemáme ve starověkých pramenech sebemenší záznam. Historikům chybí dokonce i jakýkoliv časový údaj, který by jim umožnil zasadit ho přesněji do římských dějin. Podle narážek v textu jeho díla se dnes předpokládá, že mohl žít během vlády císaře Claudia (41 – 54 n. l.).
Již v helénistické době byla postava velkého vojevůdce Alexandra Makedonského předmětem řady literárních děl historického i zábavného charakteru. Jeho bájemi a legendami opředené dobrodružství dávali vzniknout fantastickým románům, ve kterých se objevovaly magické bytosti a realita se mísila s mýtem. S průnikem řecké vzdělanosti a literatury do Říma v 2. století př. n. l. si románový Alexander podmanil i Římany. Alexandrova herioická osobnost získala na popularitě obzvláště během císařství, kdy se mnozí z římských císařů stylizovali do role tohoto starověkého vojevůdce. Řecké zábavné romány o Alexandrovým činech nepřestávali být čteny a oblibu získalo i jejich nové, latinské zpracování – jedno z nich vytvořil právě Curtius Rufus.
Historiae Alexandri Magni se skládala z 10 knih. Z nich první dvě se ztratily a v ostatních chybí některé části. Curtius Rufus použil jako zdroje pro své dílo jednak historické práce (sám uvádí Řeky Kleitarcha a Timagena), jednak díla spadající do zábavné literatury. Historiae se přiklánějí spíše k druhé kategorii – jsou psány poutavým, pestrým stylem, ale objevují se v nich nedostatky v chronologii, geografii, etnografii i vojenství. Na některých místech si Curtius Rufus výslovně protiřečí, což jen dokazuje, že jeho záměrem bylo čtenáře ne poučit ale pobavit.
Curtiovo dílo je jedním z mála dochovaných starověkých románů o Alexandrovi Velkém. Výrazně ovlivnil pozdější Alexandrovskou literaturu, která se dále rozvíjela v pozdní antice a během středověku.